# هاروهی سوزومیا (شخصیت)
هاروهی سوزومیا (به انگلیسی: Haruhi Suzumiya) Suzumiya Haruhi (涼宮 ハルヒ) شخصیت اصلی و قهرمان مجموعه لایت ناول هاروهی سوزومیا است که توسط ناگار تانیگاوا خلق شده‌است. با اینکه مجموعه به نام او نامگذاری شده ولی از دید شخصیت کیون داستان روایت می‌شود. او دارای توانایی‌های ناخودآگاه خدا-مانند برای تغییر، تخریب، و تغییر شکل واقعیت به خواسته‌های خود است. تانیگاوا در مصاحبه ای اظهار داشت که ایده خلق این شخصیت در طی یک شب بی خوابی شکل گرفت.
هاروهی که یک دختر مدرسه ای عجیب و سرسخت است. او نسبت به هر چیزی که به نظرش عادی یا پیش پا افتاده باشد، تنفر دارد و فقط به موجودات ماوراء طبیعی یا رویدادهای مرموز علاقه‌مند است. نارضایتی او از کلوپ‌های «عادی» مدرسه باعث می‌شود تا با گرد هم آوردن چندین دانش آموز (کیون، یوکی ناگاتو، میکورو آساهینا و ایتسوکی کویزومی) کلوب خودش به نام تشکیلات اس‌اواس (SOS Brigade) را تأسیس کند. فعالیت‌های تشکیلات و اعضای آن به‌طور فزاینده ای با حوادث ناشی از توانایی‌های او درگیر می‌شود.

## ظاهر

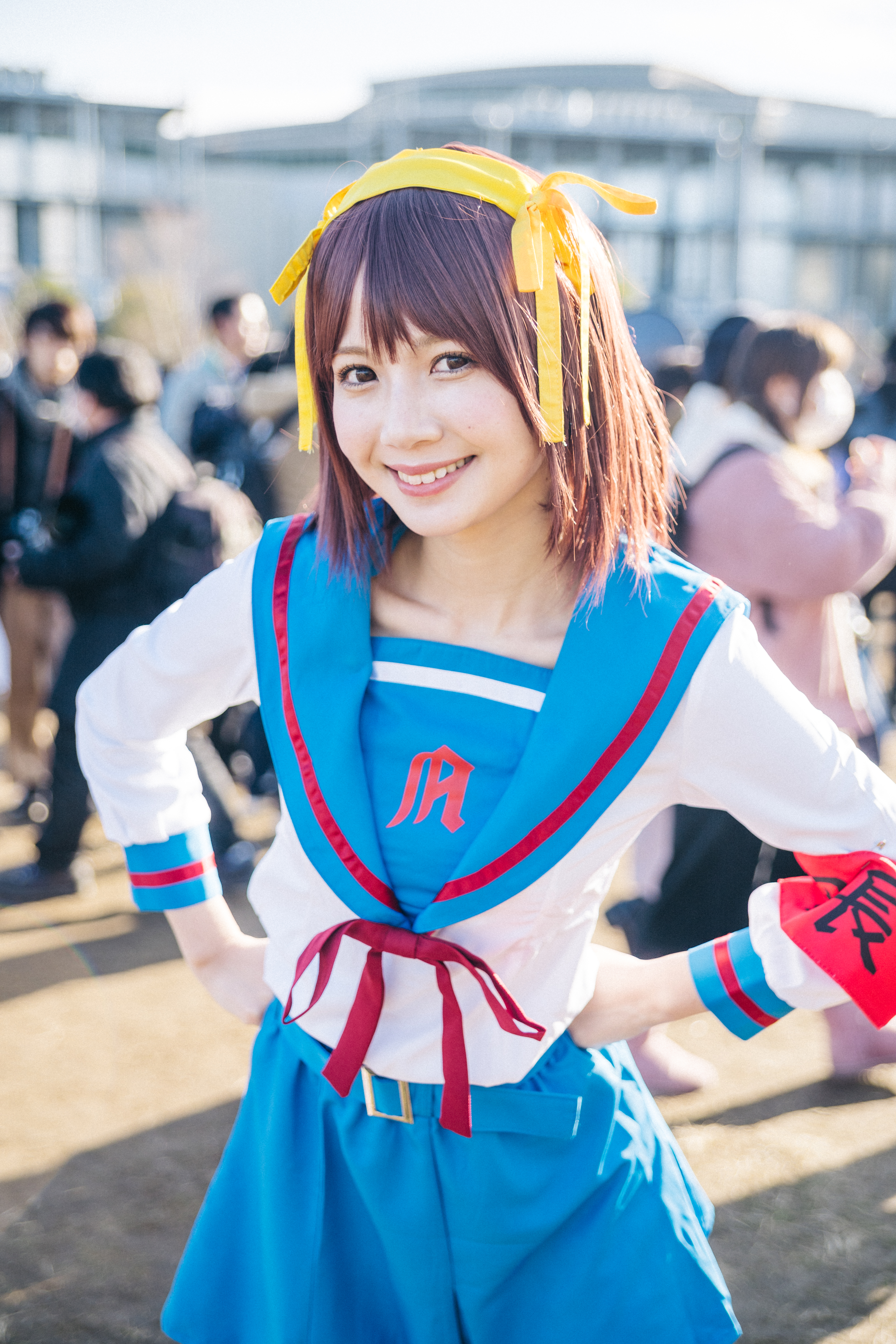
کازپلی هاروهی سوزومیا

هاروهی دارای رنگ پوست روشن، چشمان قهوه ای درشت و موهای قهوه ای است. در اوایل مجموعه او موهای بلندی داشت که تا کمرش می‌رسید و هر روز مدل موهایش را عوض می‌کرد. پس از صحبت با کیون در مورد موهایش، تصمیم گرفت موهایش را تا بالای شانه‌هایش کوتاه کند. هاروهی همیشه با روبان زرد نارنجی در موهایش دیده می‌شود. در فیلم ناپدید شدن هاروهی سوزومیا او با موهای بلندتر و کوتاه نشده دیده می‌شود. او اغلب با یونیفورم مدرسه اش همراه با بند بازو که نام رهبر تشکیلات بر آن حک شده، دیده می‌شود، اگرچه گاهی اوقات با لباس‌های غیررسمی تر دیده می‌شود.

## گذشته
اطلاعات کمی در مورد اصل و نسب هاروهی یا خانواده اش وجود دارد ولی هاروهی به یک حادثه در دوران کودکی خود اشاره می‌کند که با خانواده اش در یک بازی بیسبال شرکت داشت. قبل از این رویداد، او تمایل داشت خود و زندگی‌اش را خاص و جالب بداند، اما پس از دیدن تعداد زیادی از مردمی که در استادیوم جمع شدند، (که از نظر او این تنها بخش کوچکی از جمعیت ژاپن را نشان می‌داد)، به این نتیجه رسید که وقایع زندگی او مانند اتفاقات و عادات عادی و روزمره شهروندان ژاپنی و به‌طور کلی تمام انسان‌ها است. او اعتقاد دارد که حداقل یک نفر در جهان وجود دارد که واقعاً یک زندگی جالب و منحصر به فرد داشته باشد در نتیجه هاروهی به سراغ جستجوی چیزهای خارق‌العاده رفت. در طول دوران راهنمایی، به خاطر حوادثی از جمله نقاشی هیروگلیف در محوطه مدرسه، انتقال تمام میزهای مدرسه به داخل راهروها، بیرون رفتن و قطع رابطه کردن با هر پسری که قرار می‌گذاشت، به عنوان یک فرد عجیب و غریب شهرت پیدا کرد.
پس از ورود هارومی به دبیرستان، او با قهرمان مجموعه، کیون که یک دانش آموز است، آشنا می‌شود و در می‌یابد که کیون اولین فردی است که به‌طور جدی حرف‌های او را باور می‌کند. پس از پیدا نکردن کلوب‌های مورد علاقه اش، به پیشنهاد کیون، هاروهی کلوب خود را تأسیس می‌کند: تشکیلات اس‌اواس (به انگلیسی: SOS Brigade) که مخفف کلمه‌های اول جمله «نجات دادن دنیا با انتشار سرگرمی به کمک تشکیلات هاروهی سوزومیا» (به انگلیسی: Save the World by Overloading It with Fun Haruhi Suzumiya Brigade) است که در زیرنویس رسمی تحت خلاصه نام «گسترش هیجان در سراسر جهان با تشکیلات هاروهی سوزومیا» (به انگلیسی: Spreading Excitement All Over the World with Haruhi Suzumiya Brigade) آورده شده‌است.

## شخصیت

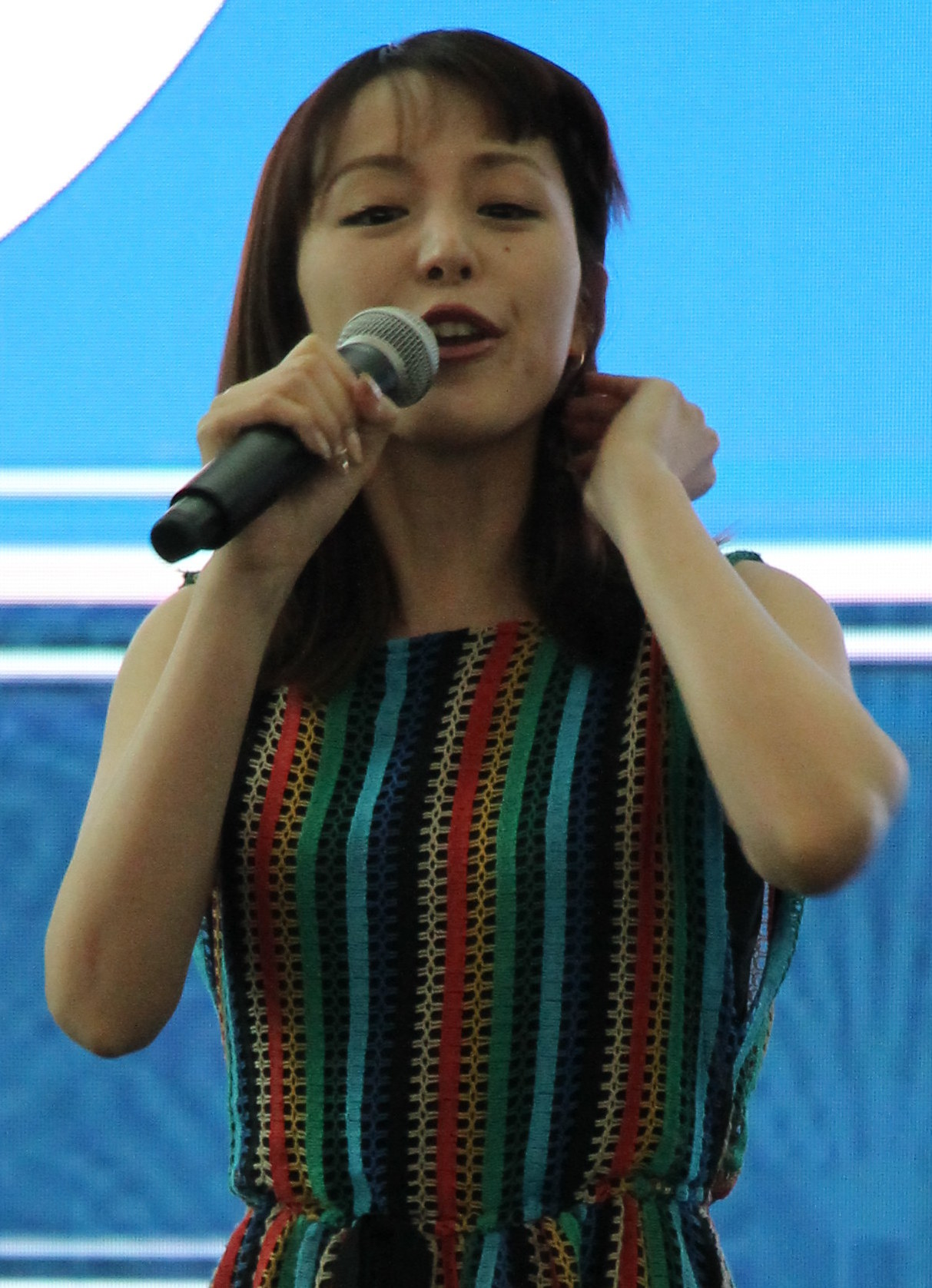
صداپیشه هارومی سوزومیا

شخصیت هاروهی توانایی‌های ماوراء طبیعی و استفاده از آنها را دارد. او بسیار باهوش، ورزشکار و ذاتاً در هر کاری که قصد انجام آن را دارد با استعداد است. بخاطر اینکه او به آسانی بی حوصله می‌شود، بعد از پیوستن به هر کلوب، آن را ترک می‌کند. هر چیزی که از نظر او عادی و غیرجالب باشد، به آن رفتار سرد و بی‌تفاوت از خود نشان می‌دهد ولی پس از برخورد با کیون، او کمی بازتر شود.
در اوایل مجموعه، هاروهی به طرز شگفت‌انگیزی خودمحور است و اغلب اعضای خود را برای موافقت با ایده‌هایش مورد آزار و اذیت قرار می‌دهد، به‌ویژه میکورو آساهینا، که معمولاً او را مجبور می‌کند تا لباس‌های کازپلی بپوشد و مانند یک عروسک انسانی با او رفتار می‌کند. هاروهی با گرفتن عکس از رئیس کلوب کامپیوتر در حالتی که به نظر می‌آید او در حال آزار جنسی میکورو است، از او باج‌گیری می‌کند و رئیس کلوب هم از ناچاری به او یک رایانه جدید و پیشرفته برای تشکیلات SOS می‌دهد. در ادامه مجموعه، هاروهی نسبت به دیگران ابراز همدردی بیشتری می‌کند و احساس مسئولیت قوی در قبال رفاه اعضای تشکیلات SOS نشان می‌دهد و تا آنجا پیش می‌رود که در در بخش داستانی سورپرایز هاروهی سوزومیا، زودتر بیدار می‌شود تا از یوکی در هنگام بیماری مراقبت کند.
هاروهی شخصیتی بسیار رقابتی دارد و هر چالشی که با آن روبرو شود، بدون در نظر گرفتن سختی و محدودیت زمانی، آن را بدون تردید می‌پذیرد. خوش‌بینی و اعتماد بیش از حد او باعث می‌شود دیگران او را مغرور ببینند. در حالی که او رقابتی و کاملاً باهوش است، گستاخی هاروهی منجر به ناتوانی او در تصمیم‌گیری تاکتیکی می‌شود، و اغلب برای هر چیزی که به نظرش چالشی ارزشمند است، عجله می‌کند.. او استانداردهای بسیار بالایی دارد و چیزی کمتر از کمال را از خود و تشکیلات‌ش نمی‌پذیرد. او انتظارات نسبتاً غیر واقعی از اعضای تشکیلات خود، به ویژه کیون، برای انجام وظایفی که برای آنها تعیین می‌کند دارد.
هاروهی از بودن در مرکز توجه لذت می‌برد. او معتقد است که فقط چیزهای غیرعادی سرگرم‌کننده هستند و تلاش بسیاری برای افزایش سرشناسی تشکیلات SOS انجام می‌دهد. او به رفتار «عادی» اهمیت چندانی نمی‌دهد، به‌طور مثال زمانی که همکلاسی‌هایش در کلاس حضور دارند، اقدام به عوض کردن لباس می‌کند. هنگامی که او فیلم آماتور خود به نام ماجراهای میکورو آساهینا را برای جشنواره فرهنگی مدرسه تولید و کارگردانی کرد، بدون نوشتن فیلمنامه این کار را انجام داد و رفتار خودانگیختگی خود را به نمایش گذاشت.
هاروهی تمام تلاشش را می‌کند تا هیچ نشانه ای از ضعف خودش را نشان ندهد. معدود دفعاتی که او علائم ضعف خود را نشان داد، زمانی بود که با کیون تنها بود. هاروهی پس از اجرای کنسرت خود در جشنواره فرهنگی مدرسه که او و ناگاتو جای دو عضو گروه ENOZ را پر کردند، به کیون اعتراف کرد که احساس ناراحتی و اضطراب می‌کند. کیون خاطرنشان می‌کند که هاروهی به دریافت تشکر عادت ندارد زیرا او به ندرت به نفع کسی عمل می‌کند مگر اینکه به سود منافع خودش باشد.
اگرچه تعدادی از تلاش‌های هاروهی صرف کشف موجودات و رویدادهای ماوراء طبیعی شده اما او انسانی منطقی است. او امیدوار است که پدیده‌های ماوراء طبیعی وجود داشته باشد ولی بخشی از او می‌داند که اعتقاد به آنها غیرمنطقی است.. به عنوان مثال، هاروهی سعی می‌کند در طول تعطیلات تاناباتا (سه سال قبل از رویدادهای مجموعه) با بیگانگان تماس بگیرد. اما پس از اینکه کیون به او می‌گوید که اعضای تشکیلات SOS (یوکی، میکورو و ایتسوکی) موجودات ماوراء طبیعی هستند، او اظهارات کیون رد می‌کند و می‌گوید که این موضوع «بیش از حد راحت» برای باور کردن است که درست باشد.
رفتار هاروهی نسبت به کیون بی‌ادب و تحقیرکننده است اما اغلب استدلال‌های او را می‌پذیرد و دنبال می‌کند حتی زمانی که با خواسته‌هایش در تضاد باشد، مانند از دست دادن برد مسابقات بیسبال در بخش داستانی «خستگی هاروهی سوزومیا» و خودداری از استفاده از عکس‌های شرم آور میکورو برای تبلیغ تشکیلات SOS در بخش داستانی «جنون هاروهی سوزومیا».

## بازتاب‌ها
فلیسیتی هیوز از روزنامه ژاپن تایمز، هاروهی را دارای ویژگی‌های شخصیتی ناخوشایند (Tsundere) در رفتارش با کیون توصیف می‌کند، اما خاطرنشان می‌کند که طرفداران هاروهی را «بیش از حد پرانرژی برای اینکه واقعاً ناخوشایند باشد» می‌دانند. دیدگاه‌های هارومی با شخصیت فاکس مولدر از مجموعه پرونده‌های ایکس مقایسه می‌شود زیرا هر دو شخصیت «می‌خواهند که باور کنند». در Anime Expo سال ۲۰۰۸، هاروهی سوزومیا جایزه انجمن ترویج انیمیشن ژاپنی (SPJA) را برای بهترین شخصیت زن دریافت کرد. در سال ۲۰۰۹، آی‌جی‌ان هاروهی سوزومیا را به عنوان نوزدهمین شخصیت برتر انیمه در تمام دوران معرفی کرد.
طرفداران این مجموعه، خود را پیرو «هاروهییسم» (Haruhiism) می‌دانند که به دیالوگ کویزومی در بخش داستانی «جنون هاروهی سوزومیا» اشاره می‌کند. هاروهییسم در هیچ‌کجا به عنوان یک دین رسمی به رسمیت شناخته نشده‌است.